# 홍콩 독감

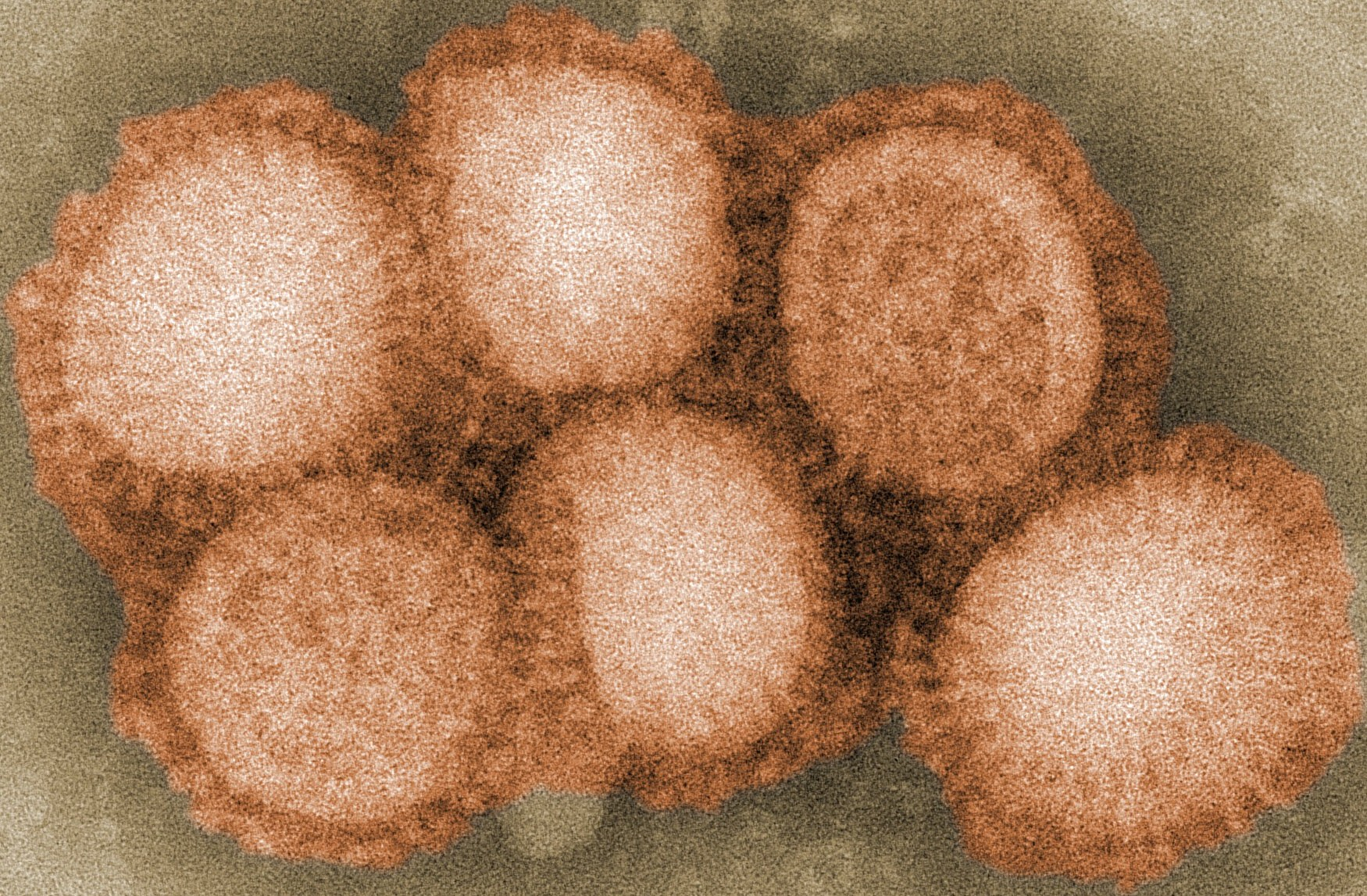
독감 바이러스

홍콩 독감(香港毒感; 영어: Hong Kong flu)은 1968년에 처음으로 발병한 인플루엔자바이러스 A형의 H3N2 아형(A/H3N2형)에 의한 홍콩발 인플루엔자이다. 같은 해에 확산되어 1969년까지 계속되었다. 세계적으로 1백만명 이상의 사망을 초래했다. 홍콩 독감은 인플루엔자 A 바이러스의 H3N2 균주에 의해 유발되었으며, H2N2 유형의 유전자가 새로운 바이러스를 생성하는 복제 과정 중에 변이가 발생하여 H3N2가 탄생하였다. 당시 사망률은 스페인 독감의 사망률 2%보다 낮은 0.37%로 추산된다.
1957년 아시아 독감을 치명적으로 겪은 중국이었지만, 이후 의료 체계 개선이 이루어지지 않았기 때문에, 중국 지역에서도 피해를 많이 보게 되었다. 타임즈지는 홍콩 독감을 최초로 발표한 신문이다. 홍콩 독감이 실제로 중국 본토에서 홍콩으로 확산되었다는 추측이 있다.

## 진행 과정
- 1968년 7월 13일: 홍콩에서 최초 발생 기록
- 1968년 7월 말: 베트남과 싱가포르에서 광범위한 발병이 보고
- 1968년 9월: 인도, 필리핀, 호주 북부, 유럽, 미국 캘리포니아에 상륙
- 1969년 12월: 일본, 아프리카, 남미로 전파.
- 1969년 말 ~ 1970년 초, 1972년에 동일 바이러스 유행 진행

## 증상
발병하면 38도 이상의 고열이 나면서 기침과 인후통, 호흡곤란,전신쇠약, 코막힘 등을 보인다. 일반적으로 상기 증상이 4~5일 정도 지속되나, 최대 2주까지 증상이 지속될 수 있다.

## 감염경로
일반적으로 환자가 기침이나 재채기를 할 때 나오는 분비물(비말)을 직접 접촉하거나, 바이러스가 묻은 오염된 손으로 자신의 얼굴(눈·코·입)을 만졌을 때 주로 감염된다.

## 예방법
한국에서는 보건소 및 전국 2만여 지정의료기관에서 접종이 가능한 백신으로 65세 이상의 노인과 만 6세 미만의 영유아는 무료로 접종이 가능하므로 가급적 예방 접종을 하는 것이 좋다.
다음은 질병관리본부에서 제공한 생활 속 홍콩 독감 예방 수칙이다. 일반 독감 예방 수칙과 동일하다.
- 노약자, 만성질환자 등 예방접종 권장대상자는 예방접종을 받는다.
- 자주 손을 씻고, 손으로 눈‧코‧입을 만지지 않는 등 개인 위생수칙을 잘 지킨다.
- 기침이나 재채기를 할 때는 휴지, 옷소매 등으로 입을 가리는 기침예절을 지킨다.
- 발열과 호흡기 증상(기침, 목 아픔, 콧물 등)이 있는 경우 마스크를 착용한다.
- 인플루엔자가 유행할 때에는 가급적 사람들이 많이 모이는 장소의 방문을 피한다.
- 인플루엔자 의심 증상이 있는 경우 즉시 의사의 진료를 받는다.

## 2009년
7월 29일, 홍콩 보건 당국이 바이러스 변종을 발표했다.

## 2015년
2015년 초, 홍콩 독감이 다시 발병하여 매우 높은 70%의 사망률을 보였다. 6월에는 엿새만에 16명이 사망할 정도로 치사율이 매우높은 병이며, 2015년 기준으로 100만명을 넘나드는 사망자가 나올정도로 인명적 피해가 크다고 볼 수 있다.

## 참고
미국에서 다른 대유행에 비해서 많은 사망자가 발생하지 않은 이유:
1. N2 계열의 인플루엔자 바이러스에 대해 1957년 아시아 독감으로 면역이 유지되었을 수 있다.
2. 확산 무렵 겨울 방학이 생겨 확산이 주춤해졌다.
3. 중증 환자들에게 집중 의료 지원했다.
4. 추가적인 세균 감염을 막을 수 있는 항생제를 사용할 수 있게 되었다.